# キリエ (漫画)
『キリエ 〜吸血聖女〜』（キリエ きゅうけつせいじょ KYRIE SANTA SANGRE）は、杉村麦太による日本の漫画作品。『週刊少年チャンピオン』（秋田書店）2000年8月24日+31日号、9月7日号に前後編読切が掲載された後、2002年1月1日号-3月14日号に第1部、7月18日号-8月15日号において第2部が連載された。単行本は全2巻で、英語、タイ語に翻訳されている。

## 概要
ガンアクションを売りに、吸血鬼と人間の混血である少女キリエの活躍、苦悩を描いている。作者の得意とする西部劇風の作品で、登場する人物は主人公キリエの持つ黒い傘に偽装した銃をはじめ特殊な銃や技を駆使する。連載は終了しているが、物語が完結したとは言い難く、作者も公式サイトの掲示板で描き足りない部分があることは語っているが、続編の予定は今のところは存在しない。

## あらすじ
19世紀末のアメリカ合衆国では、人の血をすすらずには意識を保てず、すすってもやがては理性を破壊され人間性を失う狂血病が流行していた。そんなアメリカ西部を狂血病患者の浄滅を掲げる教会、聖地ソリアより来たる者たちと戦いながら旅する少女キリエ。自身も狂血病患者である彼女の旅の目的は生き別れとなった父親、黒衣の者と呼ばれる吸血鬼達の王。黒衣の者の血液は、狂血病患者を救うワクチンとなるためである。
旅の果てに、ソリアを占拠した黒衣の者の元にたどり着いたキリエに、黒衣の者は、狂血病により神は人の魂を試していると語る。頭に茨の冠をつけた黒衣の者と戦うキリエは、重傷を負いながらも黒衣の者を追いつめ、特製の銃弾をその頭に撃ち込むことに成功した。しかし、人々の願いが込められた浄滅弾をもってしても黒衣の者を倒すことはできず、黒衣の者はソリアから飛び去る。キリエの旅はまだ終わらないのだった。

## 登場人物
キリエ
黒衣の者の血をひく娘。肌は雪よりも白く、髪は夜よりも黒く、瞳は血の赤より赫い。日光に弱いため、銃を改造した傘（ベースはヘンリーの新型ライフルらしいが、装弾機構はスペンサー式。傘にはワイヤーが編みこんであり、38口径弾位なら弾き返せる）を装備している。黒い服と首輪（十字架付き）、手錠をしている。狂血病だが、他の狂血病患者とは違い、吸血鬼を王のように睥睨する力を持つ。口癖は「ウザい」。幼い頃に、防疫修道会に母親を殺され、その母親の血を食らって生き延びた、という過去を持つ。
最終話で、黒衣の者との戦いの末、右腕と左足を失った。
ちなみに、「キリエ」とは「主よ」を意味する。
ラーラマリア
途中からキリエの旅に参加した女性。ガンスミスで、その正体は、アメリカ合衆国陸軍第一葬兵連隊所属ラーラマリア＝クリストフォロス少佐。
黒衣の者
キリエの父親。吸血鬼の王たる存在にして自らを「吸血病そのもの」と称する。吸血病患者は黒衣の者の血から作られるワクチンで元の人間に戻れるらしい。

### ソリア七会士
防疫修道会の中核に位置する存在。
砲雷のアウレリウス（ほうらいのアウレリウス）
強力な重火器を使いこなす武人。かつてはキリエを殺そうとしたがソリア陥落の際、一縷の望みをかけてキリエを黒衣の者の元へ送り出した。
調律師ルオー（ちょうりつしルオー）
見た目は老人だが特殊な糸により他人を自在に操る能力を持つ。キリエとの戦いで敗死したかに見えたが実はそれすらも「人形」に過ぎず、潜んでいた本体によりキリエは窮地に追い込まれた。
算学のクラナッハ（さんがくのクラナッハ）
数学を究め、一発だけ装填できる拳銃にて弾道を自由に操る金髪の若い男。奴隷を使役して、神学的に計算された神殿城砦「昇天十字楼（カンパナリオ）」の建造に携わっている。奴隷のことを人間扱いしない歪んだ選民意識を持つ。
閃姫サンタミカエラ（ひらめきサンタミカエラ）
格闘技使いの少女で、100万ボルトの電撃を仕込んだナックルダスターで敵を攻撃する。両親は眼の前で狂血病を発症して浄滅され、吸血鬼には心の底から敵意を見せるが、窮地に陥ると母親の名前を呼ぶ精神的な脆さを見せる。
轟輪のドガ（ごうりんのドガ）
鎧を着込んだ巨漢の男。後に吸血鬼に成り果てる。
鋼腕のシャガール（こうわんのシャガール）
金属製の８本のアームを使う男。ドガ同様後に吸血鬼となる。
薬読のアンナロッテ（くすよみのアンナロッテ）
　修道服を着てペストマスクを被った女性。黒衣の者を討つためキリエに共闘を呼びかける。

## 単行本
- 杉村麦太『キリエ 〜吸血聖女〜』秋田書店〈少年チャンピオン・コミックス〉、全2巻
  1. 2002年7月25日発売 ISBN 4-253-20185-7
  2. 2002年8月29日発売 ISBN 4-253-20186-5